# (19102) 1981 EH8
A (19102) 1981 EH8 a Naprendszer kisbolygóövében található aszteroida. Schelte J. Bus fedezte fel 1981. március 1-jén.